# Thiago Ossostortos
Thiago Cruz, mais conhecido como Thiago Ossostortos, é um quadrinista e ilustrador brasileiro. Começou sua carreira em 2007, publicando webcomics em seu blog "Ossostortos". Também faz ilustrações para diversos jornais, como a Folha de S. Paulo. Em abril de 2016, lançou pela SESI-SP Editora o livro OssosTortos - Backup 01, com tiras selecionadas de seu blog. Em 2017, publicou seu primeiro romance gráfico, Kombi 95, pela editora Plot. A história, ambientada nos anos 1990, versa sobre o boato que havia na época de uma gangue de palhaços que sequestrava crianças para tráfico de órgãos. Em 2018, Ossostortos lançou de forma independente o livro Os Últimos Dias do Xerife, financiado por crowdfunding através da plataforma Catarse. Por este trabalho, ganhou, no ano seguinte, o 31º Troféu HQ Mix na categoria "melhor publicação independente edição única".